# Euchromia occidentalis
Euchromia occidentalis är en fjärilsart som beskrevs av Rothschild 1911. Euchromia occidentalis ingår i släktet Euchromia och familjen björnspinnare. Inga underarter finns listade i Catalogue of Life.